# Emo Chiellini
Emo Chiellini (Rosignano Marittimo, 20 febbraio 1937 – Rosignano Marittimo, 21 agosto 2020) è stato un chimico italiano, innovatore nel campo dei polimeri bioattivi e vincitore del "Premio Natta e Copernico" nel 2018.
Professore all'Università di Pisa, fu autore di molte pubblicazioni, titolare di brevetti e promotore di innumerevoli iniziative nella comunità scientifica (fu tra l'altro cofondatore del Consorzio INSTM ed ideatore dello spin-off LMPE srl Società Benefit nel campo dei polimeri).

## Biografia
Figlio di un operaio della Solvay, Emo Chiellini si laureò in Chimica nel 1963 presso l’Università di Pisa. Dal 1963 al 1972 fu ricercatore presso il Laboratorio di Chimica organica industriale dell’Università di Pisa. Dal 1972 al 1980 fu assistente di Chimica macromolecolare e di Chimica degli idrocarburi naturali e derivati presso l’Istituto di Chimica Organica Industriale dell’Università di Pisa. Nel 1973 fu “Senior Felloship” presso il Dipartimento di Chimica Inorganica, Fisica e Industriale dell’Università di Liverpool.
Fu “Visiting Scientist” nel 1974 in URSS nelle Università di Mosca, Leningrado e Novosibirsk e dal 1978 al 1979 presso il Dipartimento di Ingegneria Chimica dell’Università del Massachusetts. Nel 1980 venne nominato Professore Straordinario e quindi Ordinario di Chimica alla Facoltà di Ingegneria dell'Università di Pisa, ottenendo la cattedra di Fondamenti Chimici delle Tecnologie, dove avrebbe poi insegnato fino al 2010. Dal 1984 al 1986 fu presidente del Comitato AIM per la ricerca nel campo della Chimica dei Polimeri; fu membro della Società Italiana di Chimica, dell’Associazione Italiana di Chimica Macromolecolare; dell'American Chemical Society Polymer Division e Division Polymer Material Science e Engineering.
Nel 1986 e 1987 tenne corsi presso l’Università Nazionale della Somalia e l'Università di Mogadiscio nonché presso il Dipartimento di Chimica Industriale dell’Università di Nagasaki.

### La ricerca
Chiellini ebbe responsabilità di numerosi progetti di ricerca industriale, in Italia e all’estero. I suoi interessi scientifici in chimica macromolecolare hanno riguardato i polimeri bioattivi di interesse biomedico e farmaceutico, i materiali polimerici biodegradabili per applicazioni ambientali, e i cristalli liquidi. È stato autore di decine e decine di pubblicazioni e contitolare di 38 brevetti, ha tenuto oltre 300 conferenze su invito. È stato co-editore di vari libri (91) e membro del comitato di redazione di J. Bioact. Compat. Polym., Polym. Degr. Stab., and J. Polym. Environ. and J. Polym. Res., J. Appl. Biomat. & Biomech, Biomacromolecules, Macromolecules, J. Mater. Chem., React. Polym, Korean Polym. J., and J. Macromol Res. È stato inoltre membro eletto per il settore della Chimica Industriale nel Comitato di Consulenza del CUN, Presidente della Società Internazionale dei Cristalli Liquidi, Membro del Consiglio Scientifico di due Istituti CNR. Ha organizzato numerosi convegni e conferenze internazionali incluso una Gordon Research Conference su Polimeri Biodegradabili, un ACS-Divisione Polimeri su "Polimeri Bioattivi" e un ACS - Divisione Cellulosa e Materiali Rinnovabili su "Relazione Proprietà/Struttura di Polisaccaridi”. Fu responsabile scientifico di progetti di ricerca industriale e di progetti europei. Membro del Consiglio Scientifico del Consorzio Interuniversitario Nazionale per la Scienza e Tecnologia dei Materiali (INSTM) dalla sua costituzione nel 1994 ed è stato Presidente del Corso di Dottorato in Biomateriali consorziato tra l'Università di Bologna, Milano, Siena e Pisa.
Emo Chiellini fu fondatore e direttore del Laboratorio Interdisciplinare di Materiali Polimerici Bioattivi per Applicazioni Biomediche ed Ambientali in cui hanno operato ricercatori con curriculum formativo in Scienza e Tecnologia del Materiali, Chimica Organica, Ingegneria Chimica, Scienza dei Materiali, Chimica e Tecnologie Farmaceutiche, Biologia Cellulare, Microbiologia e Chimica Ambientale. La sua attività scientifica si è concentrata sulla chimica molecolare, la chimica organica di polimeri sintetici, polimerizzazione stereospecifica, studio delle proprietà delle conformazioni in soluzione dei polimeri, i polimeri per applicazioni biomediche, farmaceutiche e ambientali, polimeri liquido-cristallini. Per più di una decade egli contribuì all'iniziativa dell'Unido (Organizzazione delle Nazioni Unite per lo Sviluppo Industriale) per la promozione dello sviluppo sostenibile nei Paesi sottosviluppati.
Ricoprì fin dalla sua fondazione nel 2016 la carica di Presidente del Laboratorio Materiali Polimerici Ecocompatibili - LMPE s.r.l. Società Benefit, start-up innovativa operante nel settore dell’economia circolare presso il Parco Scientifico di Segromigno in Monte - Capannori (LU).

### Premio Natta e Copernico 2018
Nel 2018 fu insignito, a Ferrara, del prestigioso "Premio Natta e Copernico" per la Chimica e l'innovazione, una sorta di Nobel italiano che è stato assegnato negli anni a illustri scienziati di fama internazionale. Il riconoscimento arrivò per «il suo fondamentale contributo dato allo sviluppo della scienza e tecnologia dei materiali polimerici, polimeri biodegradabili» e per le loro numerose applicazioni nel settore biomedico, farmaceutico e ambientale.

## Opere
Autore di più di 500 pubblicazioni e titolare di 38 brevetti.
- Biomedical polymers and polymer therapeutics (insieme ad altri), New York-Londra, Klu-wer Academic, 2001.[8]